# یهودا شوئنفلد

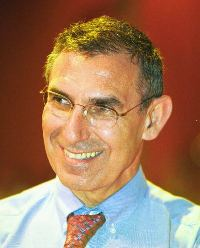
Yehuda Shoenfeld

یهودا شوئنفلد (متولد ۱۴ فوریه ۱۹۴۸) پزشک و پژوهشگر بیماری‌های خود ایمنی اهل اسرائیل است. وی دانش آموخته دانشگاه عبری اورشلیم است و در مرکز درمانی شیبا مشغول به کار است. شوئنفلد تا کنون جوایز علمی مختلفی را برنده شده‌است.